# Victoria Padial Hernandez
Victoria Padial Hernández (Granada, 10 augustus 1988) is een Spaans biatlete en langlaufer.
Padial nam voor Spanje deel aan de Olympische Winterspelen in 2010 in Vancouver, en in 2014 in Sotsji. 
Ze acteerde op de onderdelen 7,5 kilometer sprint en 15 kilometer. In 2014 nam ze ook deel aan de 15 kilometer-race.